# 특종! 연예시티
《특종!연예시티》는 1996년 3월 4일부터 1998년 1월 11일까지 MBC에서 방영된 예능프로그램이다.

## 기획 의도
한 주간의 연예가 이슈와 화제를 다루는 정통 연예 매거진 쇼이다.

## 방송 일정
- 1996년 3월 4일 ~ 1996년 10월 14일 : 매주 월요일 저녁 6시 15분 ~ 7시
- 1996년 10월 21일 ~ 1997년 5월 12일 : 매주 월요일 저녁 7시 30분 ~ 8시 25분
- 1997년 5월 25일 ~ 1998년 1월 11일 : 매주 일요일 저녁 6시 ~ 6시 50분

## 역대 진행자
- 이소라
- 전도연
- 박주미
- 김승현
- 박현영
- 이종수
- 염정아
- 이수만
- 이재용
- 김예분

## 참고 사항
- 《특종 TV연예》 폐지 이후 3년만에 부활하였다.